# Elliott (Illinois)
Elliott – wieś w Stanach Zjednoczonych, w stanie Illinois, w hrabstwie Ford.